# Patrick Fleming
Patrick Fleming (nascut el 3 de febrer de 1989) és un futbolista neozelandès que actualment juga pel Team Wellington del Campionat de Futbol de Nova Zelanda com a centrecampista.

## Trajectòria esportiva
Fleming començà la seva carrera futbolística amb l'Otago United el 2006. Va debutar en un partit local el 28 d'octubre contra el Canterbury United en què guanyaren per un 2 a 1. En aquella temporada va acabar jugant en 14 partits i marcant 3 gols.
El juliol de 2007 va ser transferit al Caversham AFC. Hi va jugar entre el 2007 i el 2011 i el seu contracte amb el club finalitzà el juliol de 2011. Amb el Caversham AFC Fleming guanyà la FootballSouth Premier League quatre cops consecutius del 2007 al 2010.
El juliol de 2011 gratuïtament va ser transferit al Team Wellington. Va debutar pel Team Wellington el 23 d'octubre en un partit en què empataren 2 a 2 contra el seu antic club, l'Otago United. Al llarg de la temporada 2011-2012 Fleming va jugar en 13 partits marcant 3 gols en la lliga i en la copa fou part de la plantilla que guanyà en la final per un 6 a 1 contra el Waikato FC —on, a més, Fleming marcà el 2 a 0.

## Palmarès
- Copa White Ribbon (1): 2011-12.
- FootballSouth Premier League (4): 2007, 2008, 2009, 2010.